# أنتوني بلينكن
أنتوني بلينكن (بالإنجليزية: Tony Blinken)‏ (16 أبريل 1962 في نيويورك -) دبلوماسي ومسؤول حكومي أمريكي شغل سابقا منصب وزير الخارجية الأمريكي مُنذ 26 يناير 2021 حتى 20 يناير 2025 شغل سابقًا منصب نائب وزير خارجية الولايات المتحدة بين عامي 2015 و2017، وكان نائبًا لمستشار الأمن القومي بين عامي 2013 و2015 في عهد إدارة باراك أوباما.

## النشأة
وُلد بلينكن لوالدين يهوديين، هما جوديث ودونالد إم بلينكين. التحق بمدرسة دالتون في مدينة نيويورك حتى عام 1971، عندما انتقل إلى باريس في فرنسا ثم التحق بمدرسة جينين مانويل. انتقل إلى هناك مع والدته المطلقة وزوجها الجديد، المحامي صموئيل بيسار.
التحق بجامعة هارفارد، وكان يحرر صحيفة الطلاب اليومية وشارك في تحرير المجلة الفنية الأسبوعية. بعد حصوله على درجة البكالوريوس، عمل كاتبًا لصحيفة ذا نيو ريببلك. حصل على درجة الدكتوراه في القانون من كلية الحقوق بجامعة كولومبيا، ثم مارس القانون في مدينة نيويورك وباريس. خلال الحملة الانتخابية الرئاسية عام 1988، عمل بلينكن مع والده في جمع التبرعات لمايكل دوكاكيس.

## وزير الخارجية
.

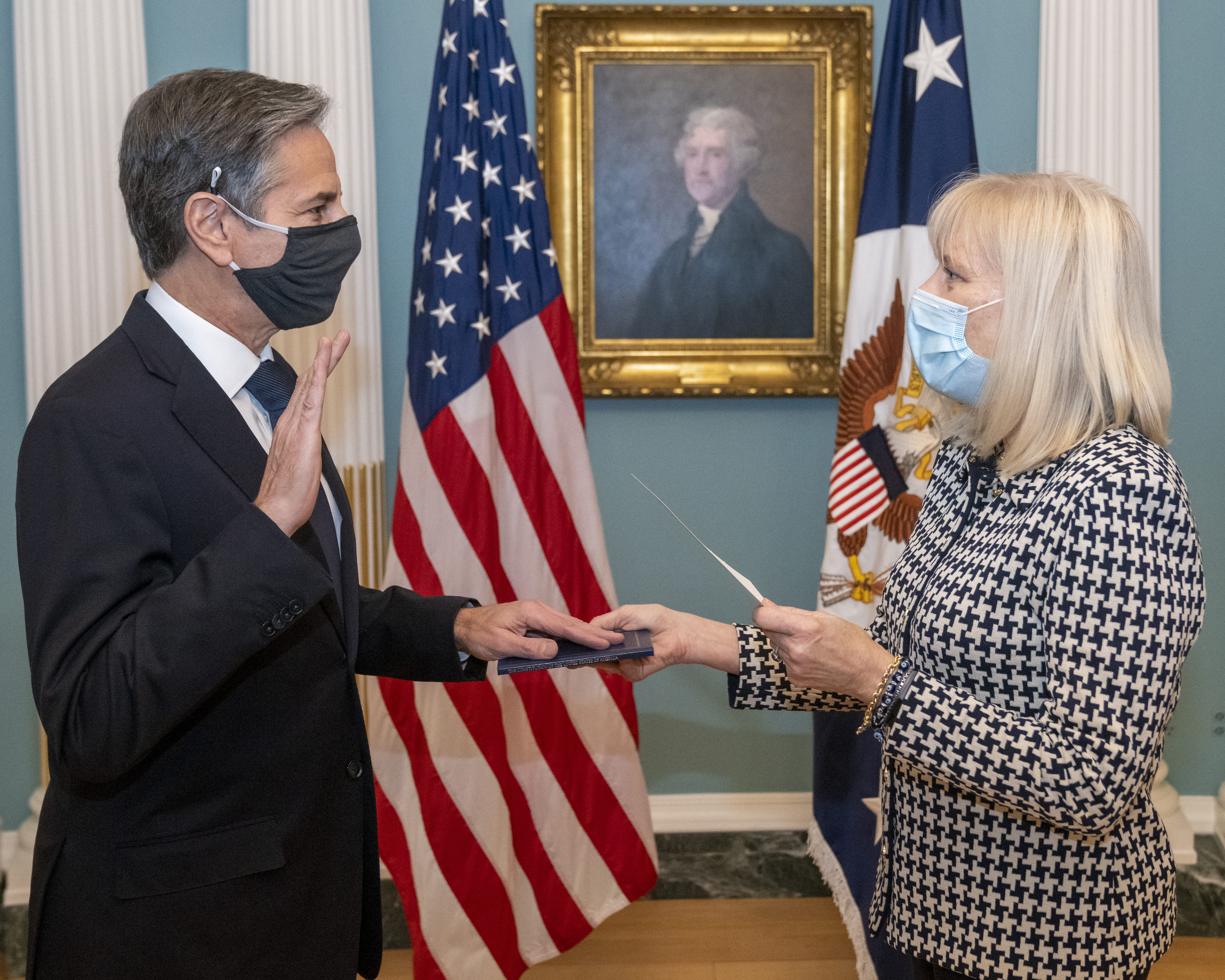
بلينكن يقسم اليمين لتولي منصب وزير الخارجية أمام كارول بيريز، المدير العام للسلك الدبلوماسي، في 26 يناير 2021

صوت مجلس الشيوخ في 26 يناير 2021، مؤكدًا اختيار بلينكين لمنصب وزير خارجية الولايات المتحدة حاصلاً على 78 صوتاً مقابل 22.

### السياسة الخارجية
قال بلينكن في 17 يونيو 2020 : إن بايدن «لن يربط المساعدة العسكرية لإسرائيل بأشياء مثل الضم أو قرارات أخرى للحكومة الإسرائيلية قد نختلف معها». وأشاد بلينكين باتفاقيات التطبيع التي توسطت فيها إدارة ترامب بين إسرائيل والبحرين والإمارات العربية المتحدة.
وقال بلينكن في 28 أكتوبر / تشرين الأول 2020، لمجلة The Jewish Insider إن إدارة بايدن تخطط لـ «إجراء مراجعة إستراتيجية» للعلاقة بين الولايات المتحدة والمملكة العربية السعودية «للتأكد من أنها تعزز مصالحنا حقًا وتتوافق مع قيمنا.». وأبلغ بلينكين المجلة اليهودية أن إدارة بايدن «ستواصل» العقوبات غير النووية ضد إيران «كتحوط قوي ضد سوء السلوك الإيراني في مجالات أخرى». وقال بلينكين إن إدارة ترامب ساعدت الصين من خلال «إضعاف التحالفات الأمريكية، وترك فراغ في العالم لتملأه الصين، والتخلي عن قيمنا وإعطاء الصين الضوء الأخضر للدوس على حقوق الإنسان والديمقراطية من شينجيانغ إلى هونج كونج».
تحدث بلينكين عن الخلافات بين بايدن والهند بشأن كشمير وقانون تعديل المواطنة الذي يقول النقاد إنه يميز ضد المسلمين. وهو يؤيد تمديد معاهدة ستارت الجديدة للحد من الأسلحة مع روسيا للحد من عدد الأسلحة النووية التي ينشرها الجانبان. وانتقد قرار الرئيس ترامب الانسحاب من الاتفاق النووي الإيراني. أخبر بلينكن مجلس الشيوخ أنه يريد صفقة نووية «أطول وأقوى» مع إيران. في أكتوبر 2020، وصفت صحيفة نيويورك تايمز بلينكن بأنه «أذن بايدن بشأن قضايا السياسة».
في جلسة الاستماع لتأكيد ترشيحه وزيرًا للخارجية، صرح بلينكين أن وزارة خارجية بايدن ستبقي السفارة الأمريكية لدى إسرائيل في القدس وستسعى إلى حل الدولتين للصراع الإسرائيلي الفلسطيني.
واعتماداً على نهج إدارة ترامب المتشدد تجاه الصين، فقد وصف جمهورية الصين الشعبية بأنها «تكنو-أوتوقراطية» تسعى إلى الهيمنة على العالم، وأشار إلى رغبته في الترحيب باللاجئين السياسيين من هونغ كونغ، وذكر أن التزام إدارة بايدن بالدفاع عن تايوان «سيستمر تمامًا». وأن هجوم جمهورية الصين الشعبية على الجزيرة «سيكون خطأً فادحا من جانبهم». صرح بلينكين أن الصين ترتكب إبادة جماعية وجرائم ضد الإنسانية ضد مسلمي الأويغور والأقليات العرقية الأخرى في منطقة شينجيانغ الشمالية الغربية. وذكر أن التعاون بين الهند والولايات المتحدة في القضايا بما في ذلك تغير المناخ هو احتمال معقول.
وردًا على أسئلة من رئيس لجنة العلاقات الخارجية بمجلس الشيوخ بوب مينينديز بشأن قانون شراكة الأمن والطاقة لشرق المتوسط، أشارت بلينكين إلى اهتمام الولايات المتحدة بعلاقات قوية بينها وبين اليونان وإسرائيل وقبرص. علاوة على ذلك، قال أنطوني بلينكين، في تصريح له «إننا نراقب بوضوح» المشكلات التي تطرحها تركيا التوسعية، والتي «لا تتصرف كحليف»، إلى أنه سيفكر في فرض عقوبات على حكومة أردوغان.
وخلال رده على عضو مجلس الشيوخ الأمريكي الأصغر من ولاية كنتاكي راند، أكد بول بلينكين دعمه لإبقاء باب الناتو مفتوحًا لجورجيا، وهي دولة تقع في القوقاز، وأثار الحجة القائلة بأن الدول التي انضمت إلى الناتو لم تكن أهدافًا لـ «العدوان الروسي». .
وقال بلينكين إن إدارة بايدن ستراجع المساعدة الأمنية لأذربيجان بسبب حرب ناغورنو كاراباخ عام 2020 بين أذربيجان وأرمينيا حول منطقة ناغورنو كاراباخ المتنازع عليها. وأعرب عن دعمه لـ «تقديم المساعدة الأمنية لأرمينيا».

### الترشيح والمدة
كان بلينكن مستشارًا للسياسة الخارجية لحملة بايدن الرئاسية لعام 2020. في 22 نوفمبر 2020، أفادت بلومبرج نيوز أن بايدن اختار بلينكين مرشحًا لوزارة الخارجية. أكدت صحيفة نيويورك تايمز وغيرها من المنافذ هذه التقارير في وقت لاحق. في 24 نوفمبر 2020، عند الإعلان عن اختيار بايدن لمنصب وزير الخارجية، صرح بلينكن أنه «لا يمكننا حل جميع مشاكل العالم بمفردنا» و «نحن بحاجة إلى العمل مع دول أخرى». كان قد أشار في وقت سابق في مقابلة في سبتمبر 2020 مع وكالة أسوشيتيد برس أن «الديمقراطية تتراجع في جميع أنحاء العالم، وللأسف هي أيضًا في تراجع في الداخل بسبب قيام الرئيس بأخذ 2 × 4 لمؤسساتها وقيمها والناس كل يوم».
في 7 يناير، طلبت وزارة الخارجية من الدبلوماسيين تأكيد فوز بايدن. في 8 يناير، التقى الوزير مايك بومبيو بالوزير المكلف بلينكين. بأغلبية 15 صوتًا مقابل 3 أصوات، تم الإبلاغ عن ترشيح بلينكين من لجنة العلاقات الخارجية بمجلس الشيوخ في 25 يناير، مع التصويت النهائي المقرر إجراؤه في 26 يناير. . أدى اليمين الدستورية في وقت لاحق من ذلك اليوم.

### مواقف السياسة الخارجية
في عام 2015، قال بلينكين إن الحكم بين تركيا ووحدات حماية الشعب الكردية السورية «لم يكن حتى موضوع نقاش» لأن تركيا «حليف مهم للولايات المتحدة». وانتقد قرار الرئيس ترامب سحب القوات الأمريكية من شمال سوريا.
في أكتوبر 2020، عارض بلينكين دعوة الرئيس التركي رجب أردوغان إلى «حل الدولتين في قبرص»، مشيرًا إلى أن إدارة بايدن ملتزمة بإعادة توحيد قبرص.
في 19 نوفمبر 2020، أعرب بلينكين عن قلقه إزاء التقارير المتعلقة بتصعيد التوترات العرقية في منطقة تيغراي الإثيوبية وحث على الحل السلمي لنزاع تيغراي.
أشار بلينكين إلى خروج بريطانيا من الاتحاد الأوروبي على أنه «فوضى تامة». أعرب بلينكين عن قلقه إزاء انتهاكات حقوق الإنسان في مصر في ظل رئاسة عبد الفتاح السيسي. وندد باعتقال ثلاثة موظفين في منظمة المبادرة المصرية للحقوق الشخصية، وغرد أن «اللقاء مع دبلوماسيين أجانب ليس جريمة، ولا يدافع سلميا عن حقوق الإنسان». وصف بلينكين صفقة الرئيس ترامب التجارية مع الصين بأنها «كارثة». وقال إنه من غير الواقعي «الانفصال التام» عن الصين. وأعرب عن دعمه «لعلاقات اقتصادية أقوى مع تايوان».